# Gustav Humbert
Pour les articles homonymes, voir Humbert.
Gustav Humbert né en 1950 à Celle dans le nord de l'Allemagne, est un manager allemand. 

## Carrière
Docteur en ingénierie formé à l'université de Hanovre, M. Humbert est entré en 1980 chez Hamburger Flugzeugbau, une filiale de MBB, racheté ensuite par Daimler. Il est devenu, dans les années 1990, membre du directoire de Daimler Chrysler Aerospace (DASA), qui s'est fondu dans EADS.
De 1997 à 2000, M. Humbert a été le patron de la branche aviation commerciale de Dasa après avoir dirigé, de 1990 à 1997, l'usine de Hambourg de la Deutsche Aerospace Airbus, devenue ensuite Airbus Allemagne. 
En succédant à Noël Forgeard en juin 2005, Gustav Humbert a été nommé Président et CEO d’Airbus et est membre du Comité Exécutif de EADS. Gustav Humbert est le premier « non-français » à diriger Airbus, filiale à 80 % d'EADS. 
Sa direction s'est achevée en juillet 2006.
Le 2 juillet 2008, Gustav Humbert a été mis en examen et inculpé pour délit d'initié en tant qu'ex-président d'Airbus et membre du comité exécutif d'EADS.